# Demofobia
La demofobia è la fobia o timore ossessivo della folla. Di solito è associata all'agorafobia, alla claustrofobia o alla centrofobia. Può essere indizio di temperamento timido e ossessivo.
Non è da confondere con la misantropia, che è l'avversione per l'umanità, mentre il demofobico è avverso solo alle folle e ai gruppi numerosi.